# Casus Luciferi
Casus Luciferi – drugi album studyjny szwedzkiej grupy muzycznej Watain. Wydawnictwo ukazało się 17 listopada 2003 roku nakładem wytwórni muzycznej Drakkar Records. Nagrania zostały zarejestrowane w 2002 i 2003 roku w Necromorbus Studio we współpracy z producentem muzycznym Tore Stjerna.

## Lista utworów
Opracowano na podstawie materiału źródłowego.
| Nr | Tytuł utworu                          | Długość |
| -- | ------------------------------------- | ------- |
| 1. | „Devil’s Blood”                       | 5:49    |
| 2. | „Black Salvation”                     | 6:45    |
| 3. | „Opus Dei (The Morbid Angel)”         | 5:33    |
| 4. | „Puzzles ov Flesh”                    | 5:39    |
| 5. | „I Am the Earth”                      | 6:00    |
| 6. | „The Golden Horns of Darash”          | 5:41    |
| 7. | „From the Pulpits of Abomination”     | 6:34    |
| 8. | „Casus Luciferi”                      | 8:32    |
| 9. | „Watain” (cover Von, utwór dodatkowy) | 2:47    |
|    |                                       | 53:20   |

## Twórcy
Opracowano na podstawie materiału źródłowego.

- Erik "E" Danielsson – wokal prowadzący, gitara basowa
- Håkan "H" Jonsson – perkusja
- Pelle "P" Forsberg – gitara rytmiczna, gitara prowadząca
- Ketoladog - oprawa graficzna
- Tore Stjerna - słowa (utwór 3), produkcja muzyczna, inżynieria dźwięku, miksowanie, mastering
- MkM - słowa (utwór 4)
- Scorn - słowa (utwór 6)

## Wydania
| Rok  | Nr katalogowy | Format              | Wydawca                    | Region  | Źródło |
| ---- | ------------- | ------------------- | -------------------------- | ------- | ------ |
| 2003 | DK CD 032     | CD, Album           | Drakkar Productions        | Francja | [ 4 ]  |
| 2003 | NED 003       | LP, Album           | Norma Evangelium Diaboli   | Francja | [ 4 ]  |
| 2004 | MS005         | Cass, Album         | Mirgilus Siculorum         | Rumunia | [ 4 ]  |
| 2008 | SOM185        | CD, Album, RE, RM   | Season Of Mist             | Francja | [ 4 ]  |
| 2008 | SPR-59        | Cass, Album, RE     | Satanic Propaganda Records | Szwecja | [ 4 ]  |
| 2008 | NED 018       | LP, Album, Pic, Ltd | Norma Evangelium Diaboli   | Francja | [ 4 ]  |